# السنی کامارا (بازیکن فوتبال، زاده ۱۹۸۶)
السنی کامارا (انگلیسی: Alsény Camara؛ زادهٔ ۴ نوامبر ۱۹۸۶) بازیکن فوتبال اهل گینه است.
از باشگاه‌هایی که در آن بازی کرده است می‌توان به باشگاه فوتبال ردز و باشگاه فوتبال شاتورو اشاره کرد.
وی همچنین در تیم ملی فوتبال گینه بازی کرده است.